# Ingo Ahmels
Ingo Ahmels  (* 1959 in Hamburg) ist ein deutscher Musiker (Pianist, Komponist, Musikproduzent), bildender Künstler, Klanginstallateur und Publizist (Musikforscher, Dokumentarfilmer, Fachübersetzer, Textdichter).

## Leben
Seit 1980 publizierte Ahmels zahlreiche Werke als Herausgeber und Autor (Bücher, CDs, Filme, Kataloge). Musik studierte er u. a. bei den Pianisten Bernhard Wambach, Stephan Möller und Walter Norris, Komposition bei Jens-Peter Ostendorf, Hans Otte und Manfred Schoof, Musikwissenschaft bei Herbert Henck, Heinz Lemmermann und Klaus Hinrich Stahmer. Ahmels wurde seit Mitte der 1980er Jahre vor allem als undogmatischer Kulturveranstalter und Kurator bekannt.
1985 initiierte er in Bremen die Konzertreihe Dacapo (:dacapo:) für zeitgenössische Musik im umfassenden Sinne (neue Musik, neuer Jazz, außereuropäische Musik, zukunftsweisende Werke der [auch nichteuropäischen] klassischen Traditionen). Für :dacapo: kuratierte er über 500 Veranstaltungen (Stand: 2007). Er ist Gründer des :dacapo:-Labels d'c records und des audiovisuellen :dacapo: - Archives. Ahmels arbeitete spartenübergreifend mit bislang etwa 2.000 Musikern, Künstlern und Wissenschaftlern aus der ganzen Welt zusammen.
Als Jazzmusiker war Ahmels Stipendiat der GEMA-Stiftung, als Komponist und Klangkünstler der Stuttgarter Akademie Schloss Solitude. Konzertreisen führten ihn, u. a. auf Einladung des Goethe-Institutes, durch Europa und in die USA. Seit Mitte der 1990er-Jahre war Ahmels künstlerischer Assistent von Hans Otte (1926–2007). An der Universität Bremen wurde er mit der zweisprachig bei Schott Music International erschienenen Arbeit „Hans Otte – Klang der Klänge / Sound of Sounds“ promoviert.
Eigene musikalische Hauptwerke sind: »Pegasos« (1990, Multimedia-Oper, Kompositionsauftrag von Radio Bremens Festival pro musica nova), »Pegasos-Monument« (1994, Klang- und Videoskulptur), »Bitch on Wheels« (Klangskulptur/Bühnenobjekt), »Gone West«(Crossmedia-Musiktheater, 2002/6 und »J-CHOES – eine an den Haaren herbeigezogene, doch unerlässliche Musikgeschichte« (Musiktheater, UA Viseu / Portugal, April 2022), letztere Gemeinschaftsarbeiten mit Lou Simard).
Ahmels gründete das im Bremer Blockland ansässige :ensemble dacapo: für Musiktheater, Klanginstallationen und Aufführungen mit ungewöhnlichen Instrumenten, arbeitete als Solopianist sowie in diversen Gruppen für zeitgenössische Musik und/oder Jazz, darunter das Mike Svoboda Ensemble, Hans-Joachim Hespos/Ensemble 13 oder Lou and the Louser mit Lou Simard. Mit dem Dichter, Schauspieler und Objektkünstler Gotthart Kuppel betreibt er sein Poesie-Musik-Duo, das 2016 das Franz-Kafka-Programm »Einmal brach ich mir das Bein, es war das schönste Erlebnis meines Lebens« herausbrachte. Gemeinsam mit Lou Simard verfasste er 2021 auch das bei dacapo verlegte Musiktheaterwerk „J-CHOES“. Eine an den Haaren herbeigezogene, doch unerlässliche Musikgeschichte« für drei Pianisten, in dem sich als Bühnenfiguren John Cage, Hans Otte und Erik Satie begegnen. An Uraufführung und Entwicklung beteiligt ist die mit John Cage verbundene amerikanisch-singapurische Pianistin Margaret Leng Tan.
Ahmels unterrichtete von 2008 bis 2021 die Fächer Musik, Kunst und Deutsch als Gymnasiallehrer am Cato Bontjes van Beek-Gymnasium in Achim bei Bremen. Er tritt seither künstlerisch weiterhin als Pianist, Klanginstallateur, Buch-Designer und Theaterautor in Erscheinung.
Zwischen 2018 und 2021 kuratierte Ahmels gemeinsam mit der portugiesischem Pianistin und Musikwissenschaftlerin Joana Gama das dem Bremer Komponisten Hans Otte in Portugal gewidmete Festival „Hans Otte – Sound of Sounds“. welches u. a. vom Goethe-Institut mitveranstaltet wurde.

## Audio-CDs
- »Beethoven – Die Große Fuge, Stephan Möller, Klavier«, 1987, Thorofon
- »Live bei :dacapo:«, 1989, EGM
- »d’c 0 – silent pieces«, Webern-Feldman-Otte-Cage u. a., 1993
- »d’c 1 – Koto Ensemble Kazue Sawai«, Takahashi, Cage, Sawai u. a. 1993
- »d’c 2 – Goldstein plays Goldstein«, Malcolm Goldstein, Violine, 1993
- »d’c 3 – SurPlus plays music of Solitude I«, 1994
- »d’c 4 – My Foolish Art – Heinz Wendel Quartet«, 1995
- »d’c 5 – Hollywood in Concert – Philharmonisches Staatsorchester Bremen« unter Steffen Drabek, Werke von John Williams, James Horner, John Barry u. a.
- »d’c 6 – Alphorn-Special, I, Mike Svoboda und Ensemble, 1995
- »d’c 8 – Otte plays Otte – book of hours / das stundenbuch«, 2000
- »d’c 9 – Alphorn in Manhattan, Mike Svoboda und Ingo Ahmels 1999
- »d’c 11 – Bremer Shakespeare Company plays Comedian Harmonists, 1998
- »d’c 12 – Power & Poetry - Michael Svoboda, 2001
- »otte:cage–orient:occident« (mit Philipp Vandré und Elmar Schrammel, Klavier und Präpariertes Klavier) 2007, WERGO/Schott

## Art-Videos und DVDs
- »King Übü goes Video«, Bremen 1991
- »Derek Bailey«, Bremen 1991
- »Gespräche mit Hans Otte«, Bremen 1999–2006, DV, teilpubliziert bei Schott
- »sound of sounds – hans otte«, Schott/WERGO 2006
- »wherever you go – CATO«, DVD, Schulspielfilmprojekt, Achim 2016

## Musiktheater und Klangarbeiten
- PEGASOS - Oper, Kompositions-Auftrag der »pro musica nova«, Bremen 1990, UA: Bremen 1990onzertflügel und Fahrrad, Bremen 2000, im Besitz der :dacapo: gGmbH
- GONE WEST - Cross-Media-Musiktheater, Bremen - Montréal 2001/2005, UA Theater Bremen 2001, mit Lou Simard und Marie-France Goulet, Drehorgeleinrichtungen von Pierre Charial
- MY GOD MOZART, Textklangszene zum Mozart-Jubiläumsprojekt von Mike Svoboda, UA Nationaltheater Mannheim 2002
- J-CHOES – eine an den Haaren herbeigezogene, doch unerlässliche (Musik-) Geschichte, Musiktheater für drei Pianist(inn)en, Ko-Autor mit Lou Simard, 2021/2022, UA Portugal 2022, https://www.youtube.com/watch?v=-nOxU2oPzRQ

## Veröffentlichungen
- Ingo Ahmels (Vf., Hg.): »Hans Otte – Dacapo-Schriftenreihe, Band 1«, Texte von Ingo Ahmels, Christine Breyahn, Hans Otte, Ute Schalz-Laurenze, Josef Häusler, Bremen 1993, ISBN 3-930105-00-4.
- Ingo Ahmels (Vf., Mit-Hg., Übersetzer, Festivalkurator) »JETZT das Streichquartett – … mit innigster Empfindung« Bremen 1991, Texte von Riehm, Delz, Bouliane, Spahlinger, Zenck, Schalz u. a. ISBN 3-930105-04-2.
- Ingo Ahmels (Verf., Hg., Übersetzer, Kurator): »nie wieder kunst. dacapo«, Bremen 1993, Buch mit CD (Cage, Goldstein, Otte, Feldman, Eichmann, Shakuhachi) (1993)
- Ingo Ahmels (Vf., Hg., Übersetzer, Festivalkurator): »piano adventures. dacapo«, Bremen 1996, Texte über Bach, Barraqué, Cage, Gurdjieff, de Hartmann, Hauer, Ives, Koechlin, Lourié, Mossolow, Obouhow, Otte, Ruggles und Schönberg, über DACAPO, das Übersee-Museum, Afrika, Alphornisten, Klanginstallationen u.v.m., mit Index des DACAPO-Archives. Autoren: Herbert Henck, John Cage, Tom Johnson, Detlef Gojowy, Hans Otte, Peter Schleuning, Ingo Ahmels u. a. ISBN 3-930105-06-3.
- »listen to the difference.dacapo« in: TenDenZen 1998, Übersee-Museum Bremen (Viola König, Hg.'in) ISBN 3-929439-58-1.
- Ingo Ahmels (Lektor, Red., Buchdesigner): »Gotthart Kuppel – objetos/objekte 1998–2006« Teneriffa (producciones gráficas) Bremen (:dacapo: ggmbh) ISBN 3-930105-01-3.
- Hans Otte – Klang der Klänge / Sound of Sounds, SCHOTT MUSIC INTERNATIONAL Mainz-New York-Paris-London 2006, Monographie (Studien zum künstlerischen Schaffen) mit Audio-CD und DVD (schott-music.com)
- Ingo Ahmels (Vf., Mit-Hg., Buchdesigner): Subjekte wie Objekte – Subjects as Objects – Gotthart Kuppel. © Bremen 2020 by :dacapo: gGmbH ISBN 3-930105-09-0, Ingo Ahmels und Gotthart Kuppel (Hg.), Buchkatalog, darin: Ingo Ahmels »Legen Setzen Stellen – Zur Kunst des Fügens«
- Ingo Ahmels (Vf., Mit-Hg., Buchdesigner) »Vom NOGO zum CATO« ,  herausgegeben von Stefan Krolle und Ingo Ahmels © Bremen 2021/22 by :dacapo: gGmbH ISBN 978-3-930105-25-0.
- Ingo Ahmels (Vf., Hg.) »J-CHOES – eine an den Haaren herbeigezogene, doch unerlässliche (Musik-) Geschichte, Musiktheater für drei schauspielende Pianist(inn)en« von Lou Simard und Ingo Ahmels, mehrsprachig, :dacapo: ggmbh Bremen 2021/2

## Belege
1. ↑  Ruhm und Ehre dem Bremer Stadtmusikanten, Die Welt vom 3. Januar 2007.
2. ↑  Wilde weiße Frau im Westen in Die Tageszeitung, 12. Oktober 2001; Gone West wurde u. a. bei der Düsseldorfer 6 Tage Oper 2002 aufgeführt.
3. ↑  »Einmal brach ich mir das Bein, es war das schönste Erlebnis meines Lebens«, auf kafka-barrierefrei.de
4. ↑  J-CHOES. J'ai faim (Memento vom 8. September 2021 im Internet Archive), auf goethe.de
5. ↑  AG Medienkunst am Cato Bontjes van Beek-Gymnasium
6. ↑  Hans Otte – Sound of Sounds (Memento vom 8. September 2021 im Internet Archive), auf goethe.de

| Personendaten    | Personendaten                                                                       |
| ---------------- | ----------------------------------------------------------------------------------- |
| NAME             | Ahmels, Ingo                                                                        |
| KURZBESCHREIBUNG | deutscher Musiker, bildender Künstler, Klanginstallateur sowie Publizist und Lehrer |
| GEBURTSDATUM     | 1959                                                                                |
| GEBURTSORT       | Hamburg                                                                             |